# Шкудай
Шкудай (пол. Szkudaj, нім. Skudayen) — село в Польщі, у гміні Козлово Нідзицького повіту Вармінсько-Мазурського воєводства.
Населення — 63 особи (2011).

## Демографія
Демографічна структура станом на 31 березня 2011 року:
|          | Загалом | Допрацездатний вік | Працездатний вік | Постпрацездатний вік |
| -------- | ------- | ------------------ | ---------------- | -------------------- |
| Чоловіки | 25      | 4                  | 21               | 0                    |
| Жінки    | 38      | 14                 | 20               | 4                    |
| Разом    | 63      | 18                 | 41               | 4                    |